# Lingua turca
La lingua turca (nome nativo Türkçe o Türk dili, Türkiye Türkçesi) è la lingua più parlata delle lingue turche, con 80 milioni di locutori. Il turco è la lingua nazionale della Turchia e di Cipro del Nord. Importanti piccoli gruppi di locutori turchi esistono anche in Germania, Austria, Bulgaria, Macedonia del Nord, Grecia, Cipro, altre parti dell'Europa, il Caucaso, e alcune parti dell'Asia centrale, Iraq e Siria.
Cipro ha richiesto all'Unione europea di aggiungere il turco come lingua ufficiale. Il turco è la tredicesima lingua più parlata al mondo.
Nel Mondo occidentale, l'influenza del Turco ottomano - la varietà di lingua turca usata nella lingua amministrativa e letteraria dell'Impero ottomano - si estese con l'estensione dell'Impero. Nel 1928, come una delle riforme di Mustafa Kemal Atatürk durante i primi anni della Repubblica di Turchia, l'alfabeto turco ottomano venne rimpiazzato con l'alfabeto latino.

## Storia
Il turco era parlato nell'Impero ottomano usando, per la forma scritta, una versione modificata dell'alfabeto arabo. Nel 1928 Mustafa Kemal Atatürk, nei suoi sforzi per modernizzare la Turchia, sostituì l'alfabeto arabo con una versione modificata dell'alfabeto latino. Ora il turco è regolato dall'Organizzazione linguistica turca.

## Classificazione
Il turco fa parte di un insieme di lingue tra loro strettamente correlate che include anche il turco balcanico, il gagauzo e il turco khorasani. Appartiene al sottogruppo delle lingue turche meridionali, che a loro volta appartengono al gruppo delle lingue turche, che alcuni linguisti considerano essere parte della disputata famiglia linguistica altaica (che è considerata essere parte dell'ancora più disputata famiglia linguistica uralo-altaica).

## Distribuzione geografica
Il turco è parlato in Turchia e da minoranze di 35 altri paesi. È usato in stati come l'Azerbaijan, la Bulgaria, la Grecia, la parte settentrionale di Cipro, occupata dalla Turchia fin dal 1974, la Macedonia del Nord, il Kosovo e l'Uzbekistan.

### Lingua ufficiale
Il turco è la lingua ufficiale della Turchia e della Repubblica Turca di Cipro del Nord e una delle lingue ufficiali di Cipro.

### Dialetti
Come conseguenza dell'originaria idea nazionalista di fissare il dialetto di Istanbul come uno standard, la dialettologia rimane una disciplina fortemente immatura in Turchia. La lingua standard è essenzialmente l'ottomano emendato, scritto con l'alfabeto latino (e non più quello arabo), con l'incentivazione dei neologismi e l'esclusione dei prestiti linguistici dall'arabo e dal persiano. La forma colloquiale dominante si chiama İstanbul Türkçesi come testimoniato nei lavori di eminenti panturchisti come Ziya Gökalp (Güzel dil, Türkçe bize / Başka dil, gece bize. / İstanbul konuşması / En saf, en ince bize) e İsmail Gaspıralı. Accademicamente ci si riferisce spesso ai dialetti turchi come ağız o şive, facendo confusione con il concetto linguistico di accento. Il turco manca ancora di un atlante dialettologico completo ed è determinante l'assimilazione entro il turco ufficiale.
I principali dialetti turchi includono:
- il Rumelice o rumelico (parlato dai muhajir della Rumelia), che comprende i peculiari dialetti di Dinler e Adakale,
- il Kıbrıs o cipriota (parlato a Cipro),
- il dialetto di Edirne,
- il Doğu (parlato in Turchia orientale), che continua i dialetti azeri in alcune zone,
- il Karadeniz (parlato nella regione orientale del mar Nero), rappresentato soprattutto dal dialetto di Trabzon,
- l'Ege (parlato nella regione egea con estensione in Antalia),
- il Güneydoğu (parlato nel sud, ad est di Mersin),
- l'Orta Anadolu (parlato nelle regioni centrali dell'Anatolia),
- il Kastamonu (parlato a Kastamonu e nelle vicinanze),
- il Karamanlıca o Karamanlidika (in greco Kαραμανλήδικα), tradizionalmente parlato dai Karamanlidi, una popolazione cristiana ortodossa di lingua turca originaria della Cappadocia. A differenza degli altri dialetti, costituisce un vero e proprio standard letterario e viene scritto con l'alfabeto greco.

## La riforma linguistica

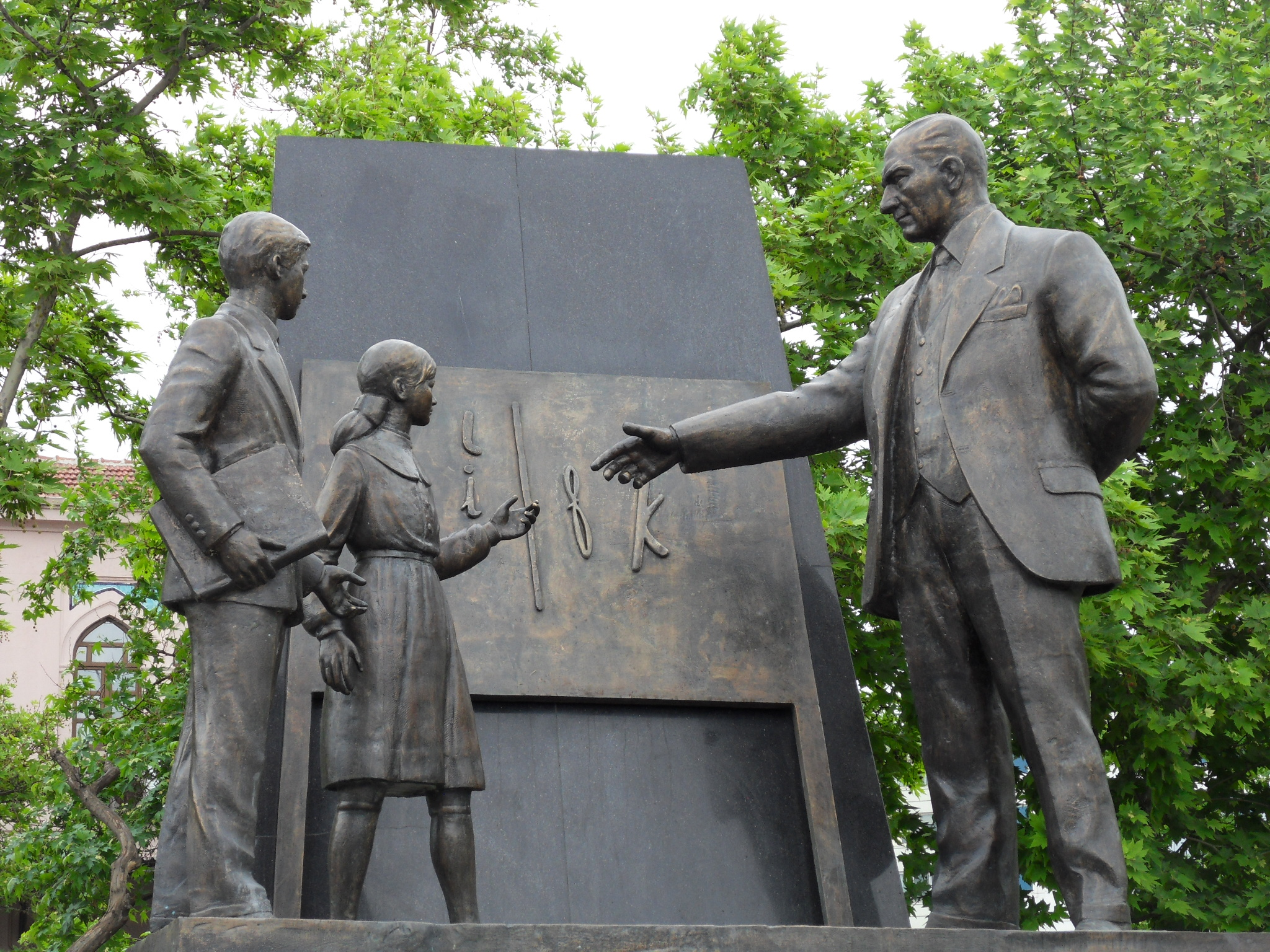
Kadıköy: monumento commemorativo della riforma della lingua turca operata da Mustafa Kemal Atatürk (con l'introduzione dell'alfabeto latino)

Dopo l'assunzione dell'Islam come religione ufficiale degli Ottomani, la lingua turca acquisì un vasto numero di prestiti dall'arabo e dal persiano. La letteratura turca, durante il periodo ottomano, specialmente la poesia Diwan, fu fortemente influenzata da forme persiane, con l'adozione dei metri della poesia persiana e infine con l'apporto di un gran numero di parole persiane in turco. Negli oltre seicento anni dell'impero ottomano, la lingua letteraria e ufficiale fu una miscela di turco, persiano e arabo, che differiva considerevolmente dal turco parlato dell'epoca e che viene oggi denominata turco ottomano.

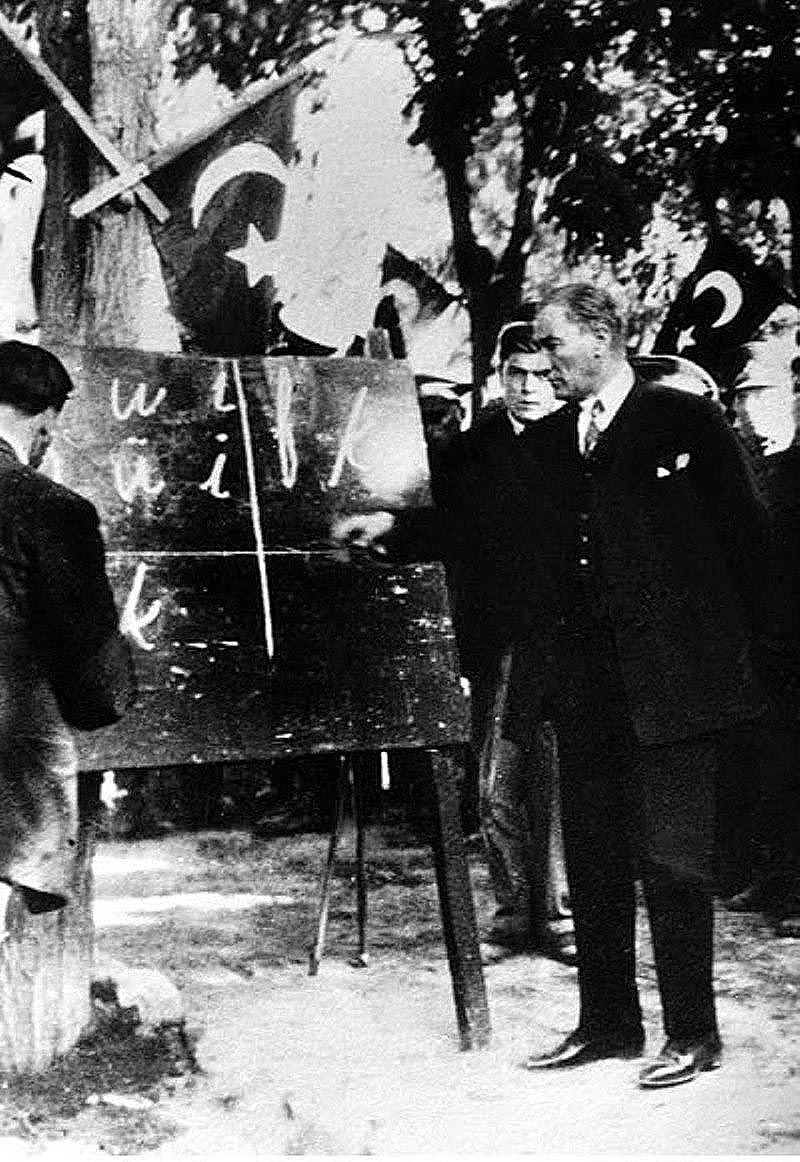
Mustafa Kemal Atatürk mentre insegna il nuovo alfabeto turco

Dopo l'instaurazione della Repubblica, nel 1923 fu istituita un'associazione per la lingua turca (Türk Dil Kurumu, TDK) da parte di Mustafa Kemal Atatürk, allo scopo di condurre ricerche sul turco. Uno dei compiti della neonata associazione fu quella di sostituire i prestiti di origine araba e persiana con equivalenti turchi. La riforma linguistica del 1928 costituì una parte delle più ampie riforme culturali in corso all'epoca (che erano a loro volta una parte della più vasta struttura delle riforme di Atatürk) e inclusero l'abolizione dell'alfabeto arabo a favore del nuovo alfabeto turco derivato da quello latino, che ha molto contribuito ad aumentare il tasso di alfabetizzazione popolare. Vietando l'uso dei prestiti nella stampa, l'associazione riuscì a rimuovere centinaia di parole arabe dalla lingua. Benché la maggior parte delle parole introdotte dal TDK fossero nuove, esso suggerì pure di riutilizzare antichi termini turchi non più in uso da secoli.
I giovani e gli anziani, in Turchia, tendono a esprimersi con un vocabolario differente a causa di questo repentino cambiamento. Mentre i nati prima degli anni quaranta ricorrono ai vecchi termini di origine araba, i più giovani preferiscono le nuove espressioni. Alcuni neologismi non sono usati altrettanto spesso dei loro vecchi equivalenti, o non sono riusciti a riprodurne esattamente il significato. Il dibattito su vecchio e nuovo nella lingua turca ha anche un significato politico, mentre d'altro canto i settori più religiosi della popolazione tendono a far uso di parole arcaiche sia nella stampa sia nella lingua quotidiana. Di conseguenza, il diverso uso del turco è indicativo dell'adozione o della resistenza alle riforme di Atatürk, avvenute ormai più di settant'anni fa. Gli ultimi decenni hanno visto da parte del TDK una continua opera di creazione di nuove parole turche per rappresentare concetti e tecnologie moderne, che tendono a entrare nella lingua come prestiti (principalmente inglesi), ma l'associazione viene talora criticata per il conio di parole che suonano artificiose e "inventate".
Comunque, molte delle parole introdotte dal TDK convivono con gli originali. I vari sinonimi - provenienti dal turco antico o introdotti dall'associazione, di origine araba o persiana, o talora provenienti da altre lingue europee come il francese - sono usati per esprimere significati leggermente diversi, specie allorché si parla di cose astratte. È grossomodo ciò che avviene con l'uso delle parole germaniche e di origine romanza in inglese.
Fra le parole sostituite c'è la terminologia geometrica, i punti cardinali, i nomi di alcuni mesi e molti sostantivi e aggettivi. Molte nuove parole sono state tratte da antiche radici verbali.

## Fonetica
Una delle caratteristiche del turco è l'armonia vocalica (se la prima vocale di una parola turca è una vocale palatale, la seconda e le altre vocali della parola o sono la stessa o sono altre vocali palatali; es.: Erdem). Si veda anche la Ğ ("g dolce" o "g morbida"). Nonostante le parole turche siano composte con questa regola, esistono delle eccezioni, che includono i prestiti stranieri.
L'accento, tranne nei prestiti, in alcuni nomi propri di luogo (toponimi), in alcune interrogative e in alcuni avverbi, è sull'ultima sillaba. Se una parola ha già l'accento sull'ultima sillaba, nel momento in cui si crea una catena di suffissi esso si sposterà sull'ultima sillaba del composto. Se il composto ha una radice verbale (e quindi è la voce di un verbo), l'accento cade sul suffisso che stabilisce il tempo, che precede la persona. Se il verbo è negativo, l'accento cade prima del suffisso del negativo.
L'accento è disambiguato nei dizionari ed è orientato verso l'alto (ad esempio, İstánbul).

### Le vocali
| Vocale | Trascrizione in IPA | Descrizione                                                                                                  |
| ------ | ------------------- | --- |
| A, a   | /a/                 | A di alto.                                                                                                   |
| E, e   | /e/                 | E di enorme.                                                                                                 |
| Ö, ö   | /ø/                 | E di enorme procheila, cioè con le labbra arrotondate.                                                       |
| İ, i   | /i/                 | I di innaffiare. Non bisogna dimenticarsi di scrivere il puntino sulla lettera pure se maiuscola.            |
| Ü, ü   | /y/                 | I di innaffiare, con le labbra arrotondate.                                                                  |
| O, o   | /o/                 | O di orso, con le labbra arrotondate.                                                                        |
| U, u   | /u/                 | U di ultimo, con le labbra arrotondate                                                                       |
| I, ı   | /ɯ/                 | U di ultimo, con labbra distese e il dorso della lingua molto più vicino alla parte tondeggiante del palato. |

A volte sopra le vocali di prestiti arabi e persiani o di alcuni nomi propri (ad esempio, "Lâmia", nome proprio femminile) può trovarsi l'accento circonflesso ^ , che fa sì che si leggano più lunghe. Questa grafia, nei prestiti, differenzia la grafia e pronuncia di due parole altrimenti identiche (ad esempio: "hala", zia paterna; " hâlâ ", ancora/di nuovo). Si può trovare pure in aggettivi di derivazione araba come allungamento della "i" finale, che in grafia perde il punto (ad esempio, " millî ", nazionale).

### Le consonanti
Le consonanti dell'alfabeto turco, inclusa la Y/y semivocalica, sono le seguenti:
| Consonante | Trascrizione in IPA | Descrizione |
| ---------- | ------------------- | --- |
| B, b       | /b/                 | B di balena, sonora. |
| C, c       | /d͡ʒ/                | G di gelato, sonora. In italiano è quindi un falso amico. Un esempio è gece, "notte". |
| Ç, ç       | /t͡ʃ/                | C di ciao, sorda. Esempi: çok "molto", küçük "piccolo", geç "tardi", gerçek "reale", çocuk "bambino" (quest'ultimo esempio è molto utile per distinguere le due consonanti in pronuncia/suono e per non confondere "c" /d͡ʒ/ con "k" /k/). |
| D, d       | /d/                 | D di dado, sonora. In generale, se una consonante è scritta raddoppiata, significa che si pronuncia geminata, come in italiano. Esempi: ciddi /d͡ʒiddi/ "serioso", mükemmel /mykemmel/ "eccellente", anne /anne/ "madre". |
| F, f       | /f/                 | F di farfalla, sorda. Alcuni parlanti la realizzano con un contatto più blando tra arcata dentaria superiore e labbro inferiore quando è seguita da vocali arrotondate. |
| G, g       | /g/                 | G di galera, sorda. La pronuncia non varia. |
| Ğ, ğ       | vedi descrizione    | la ğ morbida o ğ dolce non è una vera consonante: serve solo per allungare il suono della vocale che la precede: dağ /da:/ "montagna", sağ /sa:/ "destra", oğlum /o:lum/ "figlio". Nelle combinazioni öğö e üğü è invece la i semivocalica con le labbra distese, modulata brevemente. Un esempio è büyük "largo". È ancora /j/ pure se la prima delle due vocali è una "e" o una "i" (eğ-, iğ-); è indifferente quella che segue al secondo posto. In tutti gli altri casi possibili è muta (ad esempio, Erdoğan) e in IPA si disambigua che c'è una legatura tra le due vocali data dalla caduta della "g morbida" utilizzando un archetto in basso: /erdo‿an/. Se si traslitterasse in turco /erdoan/ a partire dal solo IPA, la resa sarebbe, erroneamente, *Erdoan. Inoltre, se ğ si trova fra due vocali identiche si pronuncia solo la vocale allungata, per esempio in olduğunu /oldu:nu/ "che". L'unica eccezione alla regola sopra è la negazione değil, che ha la pronuncia irregolare /di:l/. Nessuna parola inizia mai per ğ morbida: in ogni combinazione è sempre preceduta da una vocale e la maiuscola Ğ si trova solo nella scrittura in tutto maiuscolo. |
| H, h       | /h/                 | H dell'inglese have, sorda. È raro che in alcune parole non si pronunci: i due casi più esemplari sono il nome proprio Mehmet /memet/, adattato da Muhammad, e l'onorifico "signora", Hanım, di fronte a nomi propri femminili che terminano in vocale. Se il nome proprio finisce in /a/ si ottiene un allungamento vocalico: Lâmia Hanım /la:mia:nɯm/. |
| J, j       | /ʒ/                 | Come la j francese di jour, jardin. Si trova solo in prestiti. |
| K, k       | /k/                 | C di cane / K di koala, sorda. |
| L, l       | /l/                 | L di leva, sonora. In alcuni si casi può scurirsi come la "l" inglese di "milk". Si realizza pronunciando la "l" con la lingua molto spinta in avanti, in posizione di "gn" di gnomo. |
| M, m       | /m/                 | M di mano, sonora. |
| N, n       | /n/                 | N di nave, sonora. Davanti a "k/g" nella parlata rapida si trasforma in /ŋ/, cioè si pronuncia col dorso della lingua in zona velare, come la "n" di panca. Per lo stesso principio, davanti a "p/b" si assimila in /m/, come ad esempio in İstanbul. Contrariamente all'italiano, l'assimilazione è un fenomeno solamente fonetico e non ortografico. |
| P, p       | /p/                 | P di pietra, sonora. |
| R, r       | /ɾ/                 | R di rana, sonora e monovibrante. |
| S, s       | /s/                 | S di sole, sorda. |
| Ş, ş       | /ʃ/                 | Sc di scena, sorda. Esempi: şey "oggetto, cosa", şimdi "adesso, ora", işte "qui, qua", her şey "tutto", kişi "persona", iş "lavoro", hoş "carino", teşekkürler "grazie". |
| T, t       | /t/                 | T di tavolo, sorda. |
| V, v       | /v/                 | V di vela, sonora. Alcuni parlanti la realizzano con un contatto più blando tra arcata dentaria superiore e labbro inferiore se è seguita o preceduta da vocali arrotondate. |
| Y, y       | /j/                 | I di iato, semiconsonantica. Non è da confondere con "j", /ʒ/. Esempi: yok "no", ya "oppure". |
| Z, z       | /z/                 | S di vaso. |

- Quando una radice che termina in -p, -t, -ç, -[vocale+k] e -nk ha dopo di sé un suffisso che inizia per vocale, avviene la sonorizzazione. In questo fenomeno fonetico, la consonante radicale si sonorizza in -b-, -d-, -c-, -ğ-, -ng-. Esempio: dolap (armadio) e dolabı (<il> suo armadio). Nel quarto caso, durante la lettura o mentre si parla, bisogna poi tenere a mente il fatto che -ğ- si trasforma. Il fenomeno è sia fonetico sia ortografico. La sonorizzazione non avviene però con parecchie parole monosillabiche (come at, cavallo) e con prestiti arabi in -et/at ed europei (come bisiklet, bicicletta). I vocabolari turchi disambiguano se non avviene la sonorizzazione con un esempio convenzionale col pronome suffisso, che è il tipico esempio di suffisso vocalico.
- I suffissi che iniziano con -d, -g, -c si desonorizzano se seguono una radice che termina senza vocale e con una qualunque consonante sorda, inclusa la h. I tipici suffissi con queste lettere sono -de ("in/a"; "alle" +orario), -ci (usato per ottenere nomi di mestieri relativi all'ambito della radice) e -gen (da verbi, forma aggettivi e sostantivi). Il fenomeno è sia fonetico sia ortografico. Ad esempio: diş - dişçi (dente - dentista)

## Grammatica
Il turco, come il finlandese e l'ungherese, è una lingua agglutinante. Essa possiede moltissimi suffissi e pochi prefissi. La sintassi della frase è Soggetto Oggetto Verbo come nel giapponese. La grammatica turca è sistematica ed ha un unico sostantivo irregolare su (acqua) ed un unico verbo irregolare, "essere", che difetta dell'infinito (come anche delle forme indipendenti, si supplisce con il verbo olmak).

### Regola dell'eufonia
Come si è detto esistono due gruppi vocalici: "e i ö ü" (vocali anteriori) e "a ı o u" (vocali centrali e posteriori). Ogni suffisso e desinenza ha due o quattro forme con una vocale scelta da ciascuno dei gruppi. Considerando l'ultima vocale della parola alla quale deve essere aggiunto il suffisso si sceglierà la forma dello stesso gruppo vocalico. Questa regola è chiamata anche armonia vocalica.
Esempio 1: il suffisso del plurale ha due forme: può essere -lar se nell'ultima sillaba c'è una vocale posteriore o centrale o -ler in presenza di una qualunque vocale anteriore, a prescindere dal fatto che sia arrotondata o no. Nei verbi, il suffisso dell'infinito di un qualunque verbo nel dizionario è, per lo stesso principio, -mak o -mek (ad esempio, okumak, "leggere"; görmek, "vedere")
Esempio 2: un suffisso con cui si creano dei nomi in turco, -lir, ha 4 forme: -lik, -lük, -lık, -luk. La prima si usa dopo una vocale anteriore nella radice (e, i), la seconda se in più è arrotondata, la terza se è centrale o posteriore, la quarta se in più è arrotondata. In generale, i suffissi del turco funzionano tutti in questa maniera e con queste vocali nelle combinazioni, quindi sono divisibili in due grandi classi: a 2 varianti e a 4 varianti. In generale, nella seconda classe, la vocale di ogni combinazione è quella in cui la posizione della punta della lingua è la più alta (ad esempio, la "i" è più alta della "e", idem nelle versioni arrotondate; la "u" ha il dorso della lingua in posizione più sopraelevata della "o").
ev (casa) → evler (case)
oda (stanza) → odalar (stanze)
iş (lavoro) → işler (lavori)
kapı (porta) → kapılar (porte)
göl (lago) → göller (laghi)
yol (strada) → yollar (strade)
gün (giorno) → günler (giorni)
grup (gruppo) → gruplar (gruppi)

### Sostantivo
Come il latino e altre lingue, il turco declina il sostantivo secondo 6 casi: nominativo, genitivo, dativo, accusativo, ablativo e locativo.
| Caso        | Desinenza          | Singolare | Plurale   | Significato           |
| ----------- | ------------------ | --------- | --------- | --------------------- |
| Nominativo  | Ø (nullo)          | köy       | köyler    | (il) villaggio        |
| Genitivo    | -in, -ın, -un, -ün | köyün     | köylerin  | del villaggio         |
| Dativo      | -e, -a             | köye      | köylere   | al/verso il villaggio |
| Accusativo* | -i, -ı, -u, -ü     | köyü      | köyleri   | il villaggio          |
| Ablativo    | -den, -dan         | köyden    | köylerden | dal villaggio         |
| Locativo    | -de, -da           | köyde     | köylerde  | nel villaggio         |

*Utilizzato solo con sostantivi definiti, in caso contrario si utilizza il caso nominativo. Es.: Bir kitap okuyorum (leggo un libro), Kitabı okuyorum (leggo il libro).

## Verbi
La coniugazione dei verbi turchi è la seguente:
Presente progressivo (şimdiki zaman)
- (ben) konuşuyorum → (io) sto parlando
- (sen) konuşuyorsun → (tu) stai parlando
- (o) konuşuyor → (egli) sta parlando
- (biz) konuşuyoruz → (noi) stiamo parlando
- (siz) konuşuyorsunuz → (voi) state parlando
- (onlar) konuşuyorlar → (essi) stanno parlando

içmek (bere)
- (ben) içiyorum → (io) sto bevendo
- (sen) içiyorsun → (tu) stai bevendo
- (o) içiyor → (egli) sta bevendo
- (biz) içiyoruz → (noi) stiamo bevendo
- (siz) içiyorsunuz → (voi) state bevendo
- (onlar) içiyorlar → (essi) stanno bevendo

söylemek / demek (dire)
- (ben) söylüyorum / diyorum → (io) sto dicendo
- (sen) söylüyorsun / diyorsun → (tu) stai dicendo
- (o) söylüyor / diyor → (egli) sta dicendo
- (biz) söylüyoruz / diyoruz → (noi) stiamo dicendo
- (siz) söylüyorsunuz / diyorsunuz → (voi) state dicendo
- (onlar) söylüyorlar / diyorlar → (essi) stanno dicendo

## Sistema di scrittura
Il turco è scritto con una versione modificata dell'alfabeto latino, introdotta nel 1928 da Kemal Atatürk insieme ad altre misure prese per modernizzare la Turchia. Sino al 1928 per scrivere il turco si utilizzava una versione modificata dell'alfabeto arabo (vedi turco ottomano), che divenne illegale dopo quella data.

## Esempi
| Italiano           | Turco                     |
| ------------------ | ------------------------- |
| sì                 | evet                      |
| no                 | hayır                     |
| ciao               | merhaba                   |
| io                 | ben                       |
| tu                 | sen                       |
| lui/lei            | o                         |
| grazie             | teşekkür ederim           |
| prego              | buyurun                   |
| per favore         | lütfen                    |
| mi scusi           | affedersiniz              |
| buonanotte         | iyi geceler               |
| buongiorno         | günaydın                  |
| arrivederci        | hoşça kalın               |
| ti amo             | seni seviyorum            |
| Sai parlare turco? | Türkçe konuşabilir misin? |
| No, sono italiano. | Hayır, İtalyan'ım.        |

### Numeri
| n    | 0     | 1   | 2     | 3    | 4    | 5    | 6      | 7      | 8      | 9      |
| ---- | ----- | --- | ----- | ---- | ---- | ---- | ------ | ------ | ------ | ------ |
| n    | sıfır | bir | iki   | üç   | dört | beş  | altı   | yedi   | sekiz  | dokuz  |
| 10·n | sıfır | on  | yirmi | otuz | kırk | elli | altmış | yetmiş | seksen | doksan |
| 10n  | bir   | on  | yüz   | bin  |      |      | milyon |        |        | milyar |

Per i numeri dall'undici al diciannove, letteralmente sono "dieci uno", "dieci due" e così via.

## Premi Nobel per la letteratura di lingua turca
- Orhan Pamuk (2006,  Turchia)

### Grammatiche
- Rosita D'Amora, Corso di lingua turca, Hoepli, Milano, 2012, ISBN 978-8820351151
- Asim Taniş, Corso di lingua turca moderna, Libreria Editrice Cafoscarina, 2013, ISBN 978-8875433468